# 오!주예수여
《오!주예수여》는 아현 작가가 네이버 만화에서 매주 화요일에 연재하는 대한민국의 웹툰이다.

## 줄거리
유체이탈 소녀와 귀신 보는 소년의 스펙타클 러브코메디

## 등장인물
- 오수빈
- 주예수
- 주엄지
- 진일범
- 호재
- 주명
- 산양
- 오수현
- 백사랑